# كارينا باتشيكو
كارينا باتشيكو (3 أكتوبر 1977 - ) (بالإسبانية: Karina Pacheco)‏ هي لاعبة كرة طائرة الأرجنتين.